# Enterprise application integration
Enterprise application integration (EAI) is een term die vooral in de bedrijfswereld wordt gebruikt om technologie aan te duiden die bedoeld is om verschillende bedrijfsapplicaties te laten samenwerken. Dit is gerelateerd aan het begrip middleware.

## EAI in de architectuur

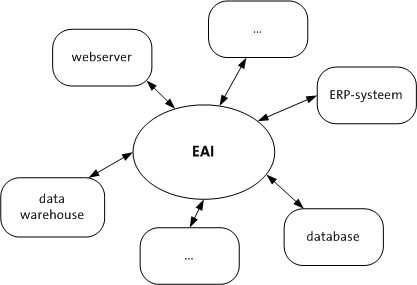
Voorbeeld van Enterprise application integration

In de technische systeemarchitectuur zit EAI in het midden tussen meerdere applicatie-servers, bijvoorbeeld tussen een webserver (front-end) en een andere server of een mainframe (back-end). Deze applicaties kunnen de EAI gebruiken om berichten (messages) uit te wisselen. Hiervoor is een standaardtaal nodig, zoals XML of een andere standaard. Het voordeel van EAI is dat deze een soort coördinatiefunctie vervult: de applicaties hoeven niets van elkaar te weten en hoeven alleen maar met de EAI te communiceren. Ze hoeven zelfs niet te weten waar een samenwerkend programma zich bevindt of wat het precies doet. Deze vorm van communicatie staat ook bekend als "application-to-application", of A2A.
EAI kan ook gebruikt worden om de applicaties van verschillende bedrijven met elkaar te laten communiceren. Dit wordt business-to-business genoemd, waarvoor de afkorting b2b wordt gebruikt.
De boodschappen kunnen de meest uiteenlopende dingen bevatten: een vraag om informatie, het antwoord daarop, een foutmelding, een update, et cetera.
Een voorbeeld van een architectuur is gegeven in de figuur hiernaast. Op de webserver kan een gebruiker bijvoorbeeld een formulier invullen dat een zoektocht begint in de databank (database), via de EAI-server.
De webserver zet een aanvraag om in een boodschap (bijvoorbeeld in XML) en stuurt die naar de EAI-server. Deze server bekijkt de boodschap, vertaalt haar zo nodig en stuurt de boodschap vervolgens naar de databank. De databankserver stuurt een antwoord terug naar de EAI, en deze weer naar de webserver, die vervolgens het resultaat laat zien.